# Port lotniczy Francisco de Orellana
Port lotniczy Francisco de Orellana – port lotniczy położony w miejscowości Puerto Francisco de Orellana, w Ekwadorze.